# گمینا دانبرووا بیسکوپیا
گمینا دانبرووا بیسکوپیا (به لهستانی:  Gmina Dąbrowa Biskupia) یک گمینا در لهستان است که در شهرستان اینوروتسواف واقع شده‌است. گمینا دانبرووا بیسکوپیا ۱۴۷٫۴۴ کیلومتر مربع مساحت و ۵٬۱۹۰ نفر جمعیت دارد.